# Абрамов, Сергей Семёнович (бактериолог)
Сергей Семёнович Абрамов (2 [14] сентября 1875, Нахичевань — 1951, Хэтхаун, США) — русский бактериолог, профессор Московского университета.

## Биография
Родился в семье чиновника. В 1894 году поступил в Харьковский университет, позже перевёлся в Московский университет. В октябре 1899 года окончил медицинский факультет Московского университета со степенью лекаря с отличием и был оставлен стипендиатом для совершенствования образования. До 1901 года работал при кафедре патологической анатомии под руководством профессора М. Н. Никифорова.
С февраля 1901 года он — прозектор Николаевской городской больницы в Ростове-на-Дону; здесь написал диссертацию «Материалы к изучению патогенеза желтухи. Об изменениях печени при разных видах желтухи», которую в сентябре 1905 года защитил в Московском университете, получил степень доктора медицины; в 1906 году избран приват-доцентом Московского университета по кафедре патологической анатомии и в том же году назначен сверхштатным ассистентом кафедры. В 1906—1908 годах читал курс патологической анатомии заразных болезней, а с 1908 года дополнительно и курс бактериологии.
Одновременно работал прозектором в детской больнице Св. Софии (1908—1912), в Московском военном госпитале (1912—1918), в Московском воспитательном доме (1915—1920). Кроме того заведовал отделением экспериментальной патологии и испытания сывороток Московского бактериологического института Ф. М. Блюменталя (1909—1919). В 1909—1913 годах неоднократно ездил в Германию, Австрию, Францию, Швейцарию; в 1910 году работал во Франкфуртском институте экспериментальной терапии у нобелевского лауреата П. Эрлиха.
С 1913 года Абрамов — профессор патологической анатомии и бактериологии Московского женского медицинского института; занимал эту должность вплоть до ликвидации института в 1917 году.
В 1918—1920 годы он — профессор Московского университета.
С августа 1919 года он ещё и профессор кафедры бактериологии Московской высшей медицинской школы (позднее — 2-й Московский медицинский институт).
В 1920 году Абрамов бежал через польский фронт в Берлин; в течение года работал в университетском Патологическом институте. В 1921—1924 годах работал в Софийском университете; в 1925 году перебрался во Францию, где преподавал на русском факультете Парижского университета.

## Научная деятельность
Сферу научных интересов Абрамова составляли общая патология и патологическая анатомия, бактериология, проблемы иммунитета.
С. С. Абрамов написал выдержавшее несколько изданий руководство по бактериологии. В этом же институте был подготовлен сборник монографий по дифтерии, одна из которых, Патогенез дифтерии, была написана Абрамовым.
В 1897 году он опубликовал книгу под названием «Предохранительные прививки».